# Coconino County

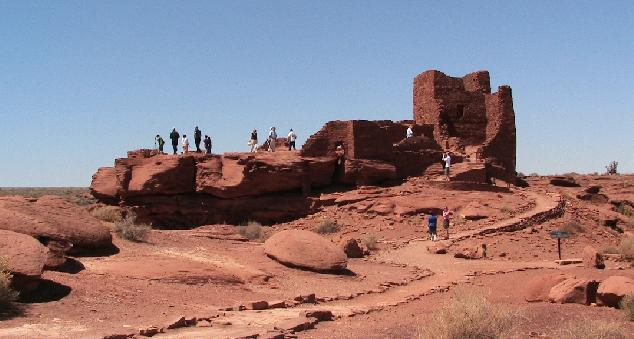
Wupatki National Monument

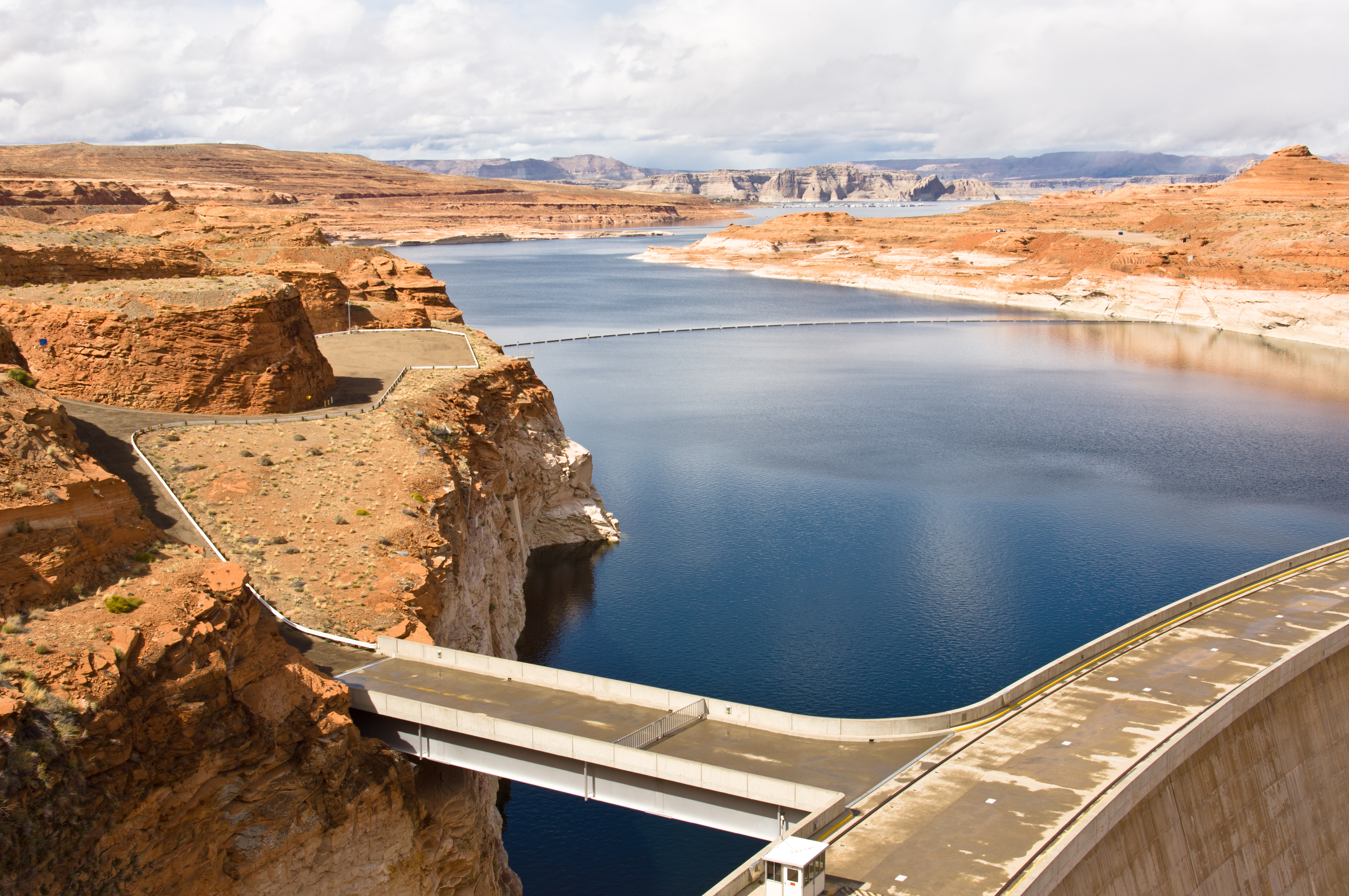
Glen Canyondam en Lake Powell

Coconino County is een county in de Amerikaanse staat Arizona.
De county heeft een landoppervlakte van 48.219 km² en telt 116.320 inwoners (volkstelling 2000). Ongeveer 30% van de inwoners rekenen zich tot de Indianen, wat relatief hoog is. De meesten van hen zijn Dineh (Navajo).

## Geschiedenis
Na de voltooiing van de Atlantic and Pacific Railroad in 1883 maakte het gebied, destijds nog onderdeel van Yavapai County, een sterke ontwikkeling door. In 1891 werd Coconino afgesplitst van Yavapai.

## Stuwdam en stuwmeer
In de county ligt de Glen Canyondam, een betonnen boogdam in de Colorado. Het water in het stuwmeer, Powellmeer, wordt gebruikt voor de irrigatie en de opwekking van elektriciteit.